# リマック・コンセプト・ワン
リマック・コンセプト・ワン (Rimac Concept_One) は、クロアチアの電気自動車メーカーのリマック・アウトモビリによって2013年に世界7台のみ販売された限定生産のハイパーカーである。

## 概要
コンセプト・ワンは2011年のフランクフルトモーターショーで発表された。元ピニンファリーナのデザイナーがデザインを行い、インテリアはブルガリアのチューニングブランド「ヴィルナー」が担当している。2014年のフォーミュラEにおいて、リマック・アウトモビリ、フォーミュラE双方の宣伝のため、コンセプト・ワンがゼロ・エミッション・レースディレクターとして使用された。

## 歴史
2009年にリマック・アウトモビリが創業した。同社の目的は、世界初の電気スポーツカーを開発することだった。当時、市場には高性能電気自動車用の部品は出回っていなかったため、必要な部品をすべて社内で得開発し、24の特許を取得した。コンセプト・ワンは2011年のフランクフルトモーターショーで世界初公開され、翌年のパリ・コンクール・デレガンスで展示された。2013年に製造・販売が開始され、価格は1億4160万円(98万米ドル)に設定された。最初のコンセプト・ワンはスペインの顧客に納車された。
2015年、タジマコーポレーションがコンセプト・ワンをベースにした「E-Runner Concept One」で同年のパイクスピーク・インターナショナル・ヒルクライムに参加し、田嶋伸博のドライブで2位でゴールした。
最初のコンセプト・ワンから改良が加えられ、2016年3月のジュネーブモーターショーでコンセプト・ワンの最終モデルが発表された。2017年のグッドウッド・フェスティバル・オブ・スピードにコンセプト・ワンが初参戦し、タイムトラックで電気自動車の最速タイムを更新した。
2017年6月10日、ジャーナリスト兼テレビ司会者のリチャード・ハモンドが「The Grand Tour」のシーズン2の撮影中に、8台のみ製造されたコンセプト・ワンのうちの1台をクラッシュさせた。ハモンドはスイスにて開催されたヒルクライムイベントにコンセプト・ワンで参加し完走したが、ゴールライン通過後の左コーナーでコントロールを失い、土手の上に設定されていたコースから転落、大破炎上した。リチャードは逆さになった車から辛うじて這い出すことが出来たが、膝を骨折する大怪我を負った。

## 仕様
コンセプト・ワンは最高出力913kW (1,241PS;1,224hp)、最大トルク1,600Nm (1,180lb･ft)を発揮し、0-100km/hのタイムは2,5秒。時速340kmでリミッターがかかるようになっている。前輪トルクベルタリングシステムを搭載し、設定によって、すべてのホイールに動力を伝えることができる。前輪駆動から後輪駆動に切り替えることもできる。モーターは90kWhのリチウムニッケルマンガンコバルト酸化物(LiNiMnCoO2)バッテリーを使用している。車体はカーボンファイバー製。
2016年のジュネーブモーターショーで発表された最終モデルではスペックが向上していて、0-100km/hが2,6秒、0-200km/hが6,2秒、0-300km/hは14,2秒まで短縮され、1/4マイルのタイムは9,9秒。最高速度はリミッター付きで時速356km/hまで引き上げられた。更に、2017年には0-100km/hが2,5秒、0-200km/hが6秒、0-300km/hが14秒まで短縮された。航続距離は初期モデルでは330kmだったが、最終モデルでは350kmまで延長された。

## コンセプトS

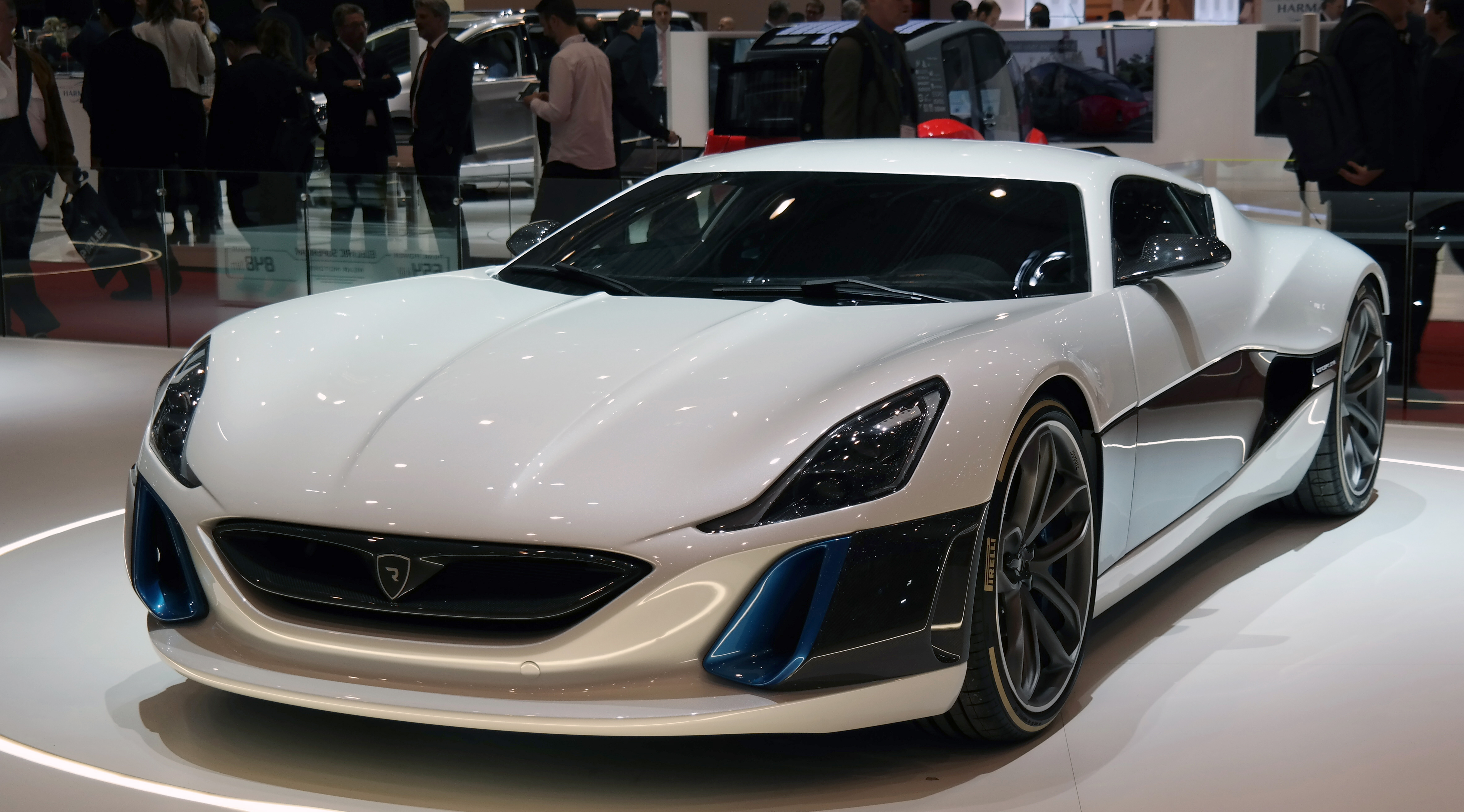
コンセプトS

コンセプトSは、コンセプト・ワンをベースにカスタムされたモデルで、2台のみ製造された。トラック走行を想定したモデルで、2016年のジュネーブモーターショーで発表された。コンセプトSのモーターは1,032kW (1,384hp)を発揮し、0-100km/hが2,5秒、最高速度は時速365km/h。コンセプト・ワンよりも約50kg軽量だが、コンセプトSには大型のカーボンファイバー製フロントスプリッター、サイドスカート、レーシングスリックタイヤや大型リアウイングなど、エアロパーツが取り付けられている。インテリアには4ポイントハーネス付きレーシングバケットシート、新設計のステアリングホイール、中央ディスプレイだけでなく、アルカンターラトリムにも情報を投影するインフォテイメントシステムが搭載されている。

## 派生車両
2014年の終わりにVolar-eがスペインから発売された。この車は、コンセプト・ワンを参考にして、Applus+IDIADA社が開発した2人乗りのクーペである。軽量化のために、コンセプト・ワンよりもバッテリーサイズが縮小されている。航続距離は200km。バッテリーのフル充電にかかる時間は15分である。0-100km/hは3,4秒で、1/4マイルのタイムは10,3秒。最高速度の時速300km/hまでに要する時間は12,1秒。

## 参照
- https://motorz.jp/race/car/90358/#:~:text=%E3%81%A6%E7%9F%A5%E3%81%A3%E3%81%A6%E3%82%8B%EF%BC%9F-,%E6%9C%80%E9%AB%98%E9%80%9F%E3%81%AF412km%2Fh!!,%E3%83%AA%E3%83%9E%E3%83%83%E3%82AF%E3%80%8F%E3%81%A3%E3%81%A6%E7%9F%A5%E3%81%A3%E3%81%A6%E3%82%8B%EF%BC%9F   ハイパーEVメーカー「リマック」って知ってる？
- https://www.autocar.jp/post/237158    リマック コンセプト ワンに助手席試乗
- https://intensive911.com/?p=119644    リマック コンセプト ワンの加速が驚異的だった
- http://www.ferrarilamborghininews.com/blog-entry-10241.html    ブガッティ シロンに匹敵する電気自動車 コンセプトS発表
- https://newatlas.com/volar-e-applus-idiata-electric-supercar-eu-rimac-concept-one/26479/    Volar-e Prototypeが発売 (英語版)